# Bogusław Morka
Bogusław Morka (ur. 1959) – polski śpiewak tenor, w latach 1984–2002 solista Teatru Wielkiego – Opery Narodowej oraz Teatru Muzycznego Roma w Warszawie.

## Życiorys
Swoją karierę wokalną rozpoczynał jako student Akademii Muzycznej w Warszawie w klasie śpiewu profesora Michała Szopskiego, debiutując w 1984 roku na scenie Teatru Wielkiego – Opery Narodowej w Warszawie, rolą Artura w "Łucji z Lamermoor". Z Teatrem Narodowym związany do 2005 roku.
Specjalizując się w repertuarze operowym nie stroni od innych gatunków wykonując oratoria, pieśni, a także partie operetkowe i musicalowe. Koncertuje i nagrywa z orkiestrami w Polsce i za granicą.
W 1992, będąc jedynym polskim tenorem, Bogusław Morka wziął udział w koncercie "Serce za serce" u profesora Zbigniewa Religi w Zabrzu.

## Wyróżnienia i nagrody
- Złota Statuetka Polskich Nagrań (2002)
- Nagroda Miasta Stołecznego Warszawy (2002)

## Dyskografia
- 1998, Pardon Madame, Bogusław Morka, Grażyna Brodzińska, Maciej Niesiołowski i Orkiestra Sinfonietta Bydgoska
- 1999, Najpiękniejsze kolędy, Bogusław Morka, Grażyna Brodzińska, Ryszard Morka
- 2001, Trzej Polscy Tenorzy, Bogusław Morka, Dariusz Stachura, Adam Zdunikowski, Sławomir Chrzanowski, Orkiestra Symfoniczna Filharmonii Zabrzańskiej
- 2003, Bogusław Morka i przyjaciele, Bogusław Morka, Edyta Ciechowska, Alicja Majewska, Wiesław Bednarek, Ryszard Morka, Andrzej Płoczyński, Włodzimierz Korcz, Seweryn Krajewski, Studio Polskiego Radia im. Witolda Lutosławskiego – złota płyta[4]
- 2004, O Sole Mio! 13 największych przebojów świata, Bogusław Morka, Piotr Wajrak, Orkiestra Symfoniczna Filharmonii Olsztyńskiej[5] – platynowa płyta[6]